# Stoliczka-Gebirgswühlmaus
Die Stoliczka-Gebirgswühlmaus (Alticola stoliczkanus) ist eine Nagetierart aus der Gattung der Gebirgswühlmäuse (Alticola). Sie kommt in Ostasien bis in das nördliche Südasien in China, Nepal und im nördlichen Indien im Himalaya und angrenzenden Gebirgszügen vor.

## Merkmale
Die Stoliczka-Gebirgswühlmaus erreicht eine Kopf-Rumpf-Länge von 10,0 bis 12,1 Zentimeter mit einem Schwanz von 1,4 bis 2,4 Zentimeter Länge. Die Hinterfußlänge beträgt 20 bis 23 Millimeter. Das Rückenfell ist bräunlich grau, oft mit einer rötlich braunen Einwaschung. Die Bauchseite ist blass gräulich weiß und gegenüber der Rückenseite scharf abgegrenzt. Der Schwanz ist sehr kurz und mit weißen Haaren bedeckt.
Der Schädel hat eine Länge von 25,0 bis 28,0 Millimeter. Er entspricht dem der Gobi-Altai-Gebirgswühlmaus (Alticola barakshin), die Paukenblasen (Bullae tympanica) sind mit einer Länge von etwa 7 Millimeter allerdings kleiner.

## Verbreitung
Die Stoliczka-Gebirgswühlmaus kommt in Ostasien bis in das nördliche Südasien in China, Nepal und im nördlichen Indien im Himalaya, dem Hochland von Tibet und angrenzenden Gebirgszügen vor. In China lebt sie in Xizang, dem südlichen Xinjiang, Qinghai und Gansu. In Indien ist die Art in Ladakh verbreitet, vielleicht kommt sie darüber hinaus auch in Bhutan vor. Einzelne Nachweise aus Baltistan und Gilgit gelten als problematisch und könnten auch der Royle-Gebirgswühlmaus (Alticola roylei) zugeordnet werden. Die Stoliczka-Gebirgswühlmaus kommt dabei in Höhen bis über 4000 Metern vor.

## Lebensweise
Die Stoliczka-Gebirgswühlmaus lebt vor allem in trockenen und halbtrockenen Steppen- und Gebüschregionen der Hochgebirge zwischen der oberen Baumgrenze und der unteren Schneegrenze. Sie ist tagaktiv und ernährt sich herbivor von Kräutern und Gräsern der alpinen Wiesen. Die Weibchen können in der Fortpflanzungszeit zwischen April und August zwei Mal Nachkommen bekommen, die Wurfgröße liegt dabei zwischen vier und fünf Jungtieren.

## Systematik
Die Stoliczka-Gebirgswühlmaus wird als eigenständige Art innerhalb der Gattung der Gebirgswühlmäuse (Alticola) eingeordnet, die aus zwölf Arten besteht. Die wissenschaftliche Erstbeschreibung stammt von dem Zoologen William Thomas Blanford aus dem Jahr 1875, der die Art als Arvicola stoliczkanus anhand von Individuen aus der Region Ladakh in der Kaschmir-Region im Nordwesten von Indien beschrieb. Benannt wurde die Art nach Ferdinand Stoliczka, der das Typus-Exemplar auf seiner Himalaya-Expedition sammelte. Er verstarb 1874 und Blanford übernahm die Beschreibung der Säugetiere und anderer Teile seiner Sammlung.
Teilweise wurden mehrere Unterarten eingerichtet. Dabei kommt die Nominatform A.s. stoliczkanus im Norden Indiens und im Süden Chinas vor, A.s. lama in Tibet und dem Kunlun-Gebirge und A.s. bhatnagari im südlichen Himalaya von Nepal bis Sikkim.

## Status, Bedrohung und Schutz
Obwohl über die Bestände und das tatsächliche Verbreitungsgebiet der Stoliczka-Gebirgswühlmaus kaum Informationen vorliegen, wird sie von der International Union for Conservation of Nature and Natural Resources (IUCN) als nicht gefährdet (Least concern) eingeordnet. Begründet wird dies mit dem sehr großen Verbreitungsgebiet, den angenommenen großen Beständen der Art sowie der guten Anpassungsfähigkeit an Lebensraumveränderungen. Im Verbreitungsgebiet der Art sind keine bestandsgefährdenden Risiken bekannt, da keine Informationen vorliegen.

## Belege
1. 1 2 3 4  Darrin Lunde, Andrew T. Smith: Stoliczka's Mountain Vole. In: Andrew T. Smith, Yan Xie: A Guide to the Mammals of China. Princeton University Press, Princeton NJ 2008, ISBN 978-0-691-09984-2, S. 218.
2. 1 2 3 4 5 6  Alticola stoliczkanus in der Roten Liste gefährdeter Arten der IUCN 2016.2. Eingestellt von: S. Molur, 2008. Abgerufen am 26. September 2016.
3. 1 2  Alticola (Alticola) stoliczkanus. In: Don E. Wilson, DeeAnn M. Reeder (Hrsg.): Mammal Species of the World. A taxonomic and geographic Reference. 2 Bände. 3. Auflage. Johns Hopkins University Press, Baltimore MD 2005, ISBN 0-8018-8221-4.
4. ↑  W.T. Blanford: List of mammals collected by the late Dr. Stoliczka when attached to the embassy under Sir D. Forsysth in Kashmir, Ladák, Eastern Turkestan, and Wakhán, with descriptions of new species. The Journal of the Asiatic Society of Bengal 44, 1875; S. 105–112 (Erstbeschreibung von Alticola stoliczkanus auf S. 107); Volltext.